# Kingsburg
Kingsburg és una població dels Estats Units a l'estat de Califòrnia. Segons el cens del 2008 tenia 11.259 habitants.

## Demografia
Segons el cens del 2000, Kingsburg tenia 9.199 habitants, 3.226 habitatges, i 2.458 famílies. La densitat de població era de 1.517,8 habitants/km².
Dels 3.226 habitatges en un 40% hi vivien nens de menys de 18 anys, en un 60,4% hi vivien parelles casades, en un 11,3% dones solteres, i en un 23,8% no eren unitats familiars. En el 21,3% dels habitatges hi vivien persones soles el 10,8% de les quals corresponia a persones de 65 anys o més que vivien soles. El nombre mitjà de persones vivint en cada habitatge era de 2,82 i el nombre mitjà de persones que vivien en cada família era de 3,29.
Per edats la població es repartia de la següent manera: un 30% tenia menys de 18 anys, un 8,3% entre 18 i 24, un 29% entre 25 i 44, un 19,5% de 45 a 60 i un 13,2% 65 anys o més.
L'edat mitjana era de 34 anys. Per cada 100 dones de 18 o més anys hi havia 87,6 homes.
La renda mitjana per habitatge era de 40.490 $ i la renda mitjana per família de 44.737 $. Els homes tenien una renda mitjana de 35.452 $ mentre que les dones 23.409 $. La renda per capita de la població era de 16.137 $. Entorn del 10,4% de les famílies i l'11,5% de la població estaven per sota del llindar de pobresa.

## Poblacions properes
El següent diagrama mostra les poblacions més properes.